# Pico (Frosinone)
Pico é uma comuna italiana da região do Lácio, província de Frosinone, com cerca de 3.123 habitantes. Estende-se por uma área de 32 km², tendo uma densidade populacional de 98 hab/km². Faz fronteira com Campodimele (LT), Lenola (LT), Pastena, Pontecorvo, San Giovanni Incarico.

## Demografia
| Variação demográfica do município entre 1861 e 2011                               |
|                                                                                   |
| Fonte: Istituto Nazionale di Statistica (ISTAT) - Elaboração gráfica da Wikipedia |